# Geki
Geki   (Milà, 23 d'octubre de 1937 - Caserta, 18 de juny de 1967)  Giacomo Russo , va ser un pilot de curses automobilístiques italià que va arribar a disputar curses de Fórmula 1.

## A la F1
Geki va debutar a la vuitena cursa de la temporada 1964 (la quinzena temporada de la història) del campionat del món de la Fórmula 1, disputant el 6 de setembre del 1964 el GP d'Itàlia al circuit de Monza.
Va participar en un total de tres proves puntuables pel campionat de la F1, disputades en tres temporades consecutives (1964-1966) aconseguint una novena posició com a millor classificació en una cursa i no assolí cap punt pel campionat del món de pilots. No obstant això, va ser quatre vegades campió italià de la sèrie de Fórmula Tres, guanyant campionats consecutius de 1961 a 1964.
Va morir en un accident dramàtic durant una cursa de Fórmula 3 a Caserta, Campania el 1967 que també va costar la vida als pilots Beat Fehr i Romano ('Tiger') Perdomi. El cos de Geki va ser traslladat a Milà, on, com unes setmanes abans per a Lorenzo Bandini, es va col·locar la capella funerària a l'església de San Carlo i la processó fúnebre va marxar fins a la seu de l'Automòbil Club Milà. Geki va ser enterrat al Cementiri Major.

## Resultats a la Fórmula 1
| Any  | Equip                  | Xassís  | Motor  | 1   | 2   | 3   | 4   | 5   | 6   | 7     | 8       | 9   | 10  | Posició | Punts |
| ---- | ---------------------- | ------- | ------ | --- | --- | --- | --- | --- | --- | ----- | ------- | --- | --- | ------- | ----- |
| 1964 | Rob Walker Racing Team | Brabham | BRM    | MON | HOL | BEL | FRA | GBR | ALE | AUT   | ITA NVQ | USA | MEX | -       | 0     |
| 1965 | Team Lotus             | Lotus   | Climax | SUD | MON | BEL | FRA | GBR | HOL | ALE   | ITA Ret | USA | MEX | -       | 0     |
| 1966 | Team Lotus             | Lotus   | Climax | MON | BEL | FRA | GBR | HOL | ALE | ITA 9 | USA     | MEX |     | -       | 0     |

### Resum
| Curses: | Victòries: | Pòdiums: | Poles: | Voltes ràpides: | Punts: |
| ------- | ---------- | -------- | ------ | --------------- | ------ |
| 3       | 0          | 0        | 0      | 0               | 0      |